# Dafné (opera)
A Dafné (Daphne Op.82, TrV 272) Richard Strauss egyfelvonásos operája, „Bukolikus tragédia egy felvonásban” alcímmel. Az opera szövegkönyvét Joseph Gregor írta. Az opera lazán Daphné mitológiai alakja körül épül fel Publius Ovidius Naso Metamorphoses (Átváltozások) című költeménye nyomán, és magában foglalja azokat az elemeket, amelyeket Euripidész Bacchánsnők című darabjából vett át.

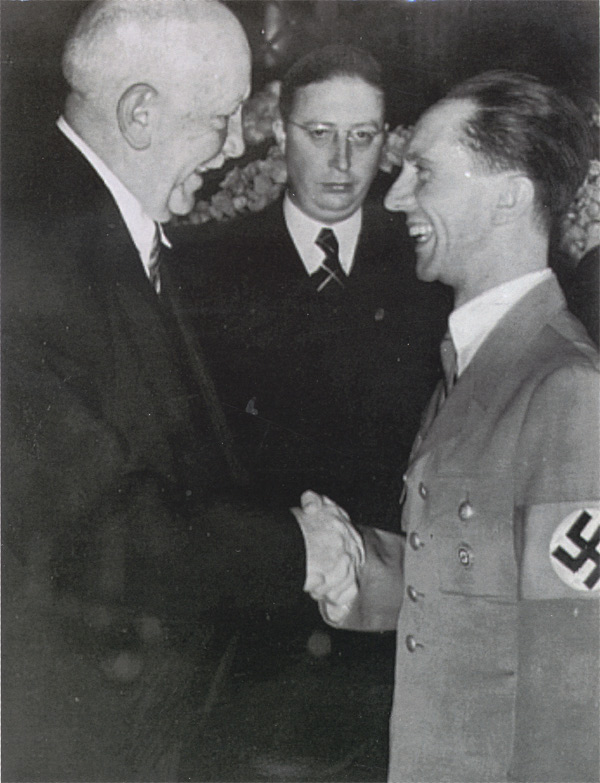
Richard Strauss és Joseph Goebbels 1935-ben

## Az opera keletkezése
A Dafné Richard Strauss egyik legderűsebb operája, annak ellenére, hogy a zeneszerző a nemzeti-szocialista diktatúra legnyomasztóbb éveiben komponálta, 1936 és 1937 között. Strausst magát nagyon sok vád érte, hogy Németország első számú zeneszerzőjeként nem határolódott el egyértelműen és kategorikusan attól a rezsimtől, amely egy ideje őt magát is folyamatos megfigyelés alatt tartotta. Kedves szövegírója, Stefan Zweig mellett azonban a végsőkig kitartott. Zweig a zeneszerző minden kérlelése ellenére önként lépett vissza a közös munkától, és egy fiatal irodalomtudóst, Joseph Gregort ajánlott maga helyett, akit Strauss eleinte komoly ellenérzéssel fogadott. Épp ezért a Dafnét közvetlenül megelőző Strauss-operán, a „Friedenstag”-on (A béke napja) Zweig és Gregor még közösen dolgozott, de a Dafné már Gregor saját ötletén alapuló önálló munkája volt. A librettista kicsit feldúsította Ovidius eredeti történetét, annak érdekében, hogy szenvedélyesebbé tegye a cselekményt, ami a megelőző egyfelvonásos, a Friedenstag esetében nem bizonyult kellőképpen drámainak.
„Vajon nem lehetne-e Daphnét úgy értelmezni, hogy ő az emberben megtestesülő természet, akit megérint mindkét istenség, Apolló és Dionüszosz…akiket megsejt, de felfogni nem tud és csak a halál által tud az örök műalkotás: a tökéletes babérfa szimbólumában feltámadni?” – tette fel a kérdést a zeneszerző egy Joseph Gregorhoz 1936. március 8-án írott levelében. Strauss szeme előtt főként képzőművészeti alkotások lebegtek Daphné alakjának megteremtésekor: mindenekelőtt Giovanni Lorenzo Bernini Apollón és Daphné című szobra a római Villa Borgheseben, valamint Botticelli Tavasz című festménye, a firenzei Uffiziből, míg Gregor szövegírói fantáziáját Théodore Chassériau romantikus litográfiája mozgatta meg.
A Dafné „átváltozás-zenéje” Strauss legharmonikusabb partitúrái közé tartozik, telve vidám, szellemes, lírai elemekkel. Maga Strauss – a képzőművészeti terminológia nyomán – „claire-obscure”-nek (fény-árnyéknak) nevezte azt a stílust, amelyet kifejezetten Daphné számára teremtett, hogy „hősnőjét ebbe a fény-árnyékba helyezve fejezze ki a figura sorsszerű kötődését a természethez és kudarcát az emberi kapcsolatok világában.”
Talán az sem véletlen, hogy a művet éppen a szicíliai Taorminában fejezte be 1937 karácsonyán, mindössze néhány kilométerre attól a helytől, ahol egy másik görög mitológiai háromszög, Händel „Acis és Galateájának” története játszódik.

## Az opera bemutatója

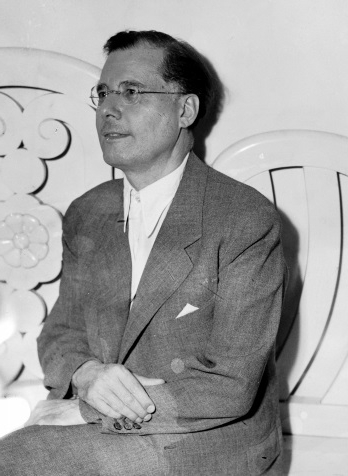
Karl Böhm az opera bemutatójának dirigense

Az opera első előadására a drezdai Semperoperben került sor 1938. október 15-én. Eredetileg együtt tervezték előadni Strauss Friedenstagjával, de a Dafné előrehaladásával ezt az ötletet elvetették. Az első előadás karmestere Karl Böhm volt, akinek Strauss az operát ajánlotta. Magyarországon 2015. október 3-án mutatták be a Művészetek Palotájában Némedi Csaba rendezésében, Kocsis Zoltán vezényletével. 

## Szereplők
| Szerep                  | Hangnem                 |
| ----------------------- | ----------------------- |
| Peneiosz, a halász      | basszus                 |
| Gaea, a felesége        | kontraalt               |
| Daphné, a lányuk        | szoprán                 |
| Leukipposz, egy pásztor | tenor                   |
| Appolló                 | tenor                   |
| Négy pásztor            | bariton, tenor, basszus |
| Két szobalány           | szoprán                 |

## Az opera cselekménye
- Helyszín: Görögország
- Idő: mondai időkben

A szelíd lány, Daphne dicshimnuszt énekel a természetnek. Szereti a napfényt, mint a fákat és a virágokat, de nem érdekli az emberi romantika. Nem tudja viszonozni gyermekkori barátja, Leukipposz szerelmét, és nem hajlandó felvenni a szertartásos ruhát a közelgő Dionüszosz fesztiválra, így Leukipposzt az általa elutasított ruhával hagyja.
Daphne apja, Peneiosz elmondja barátainak, biztos abban, hogy az istenek hamarosan visszatérnek az emberek közé. Azt tanácsolja, hogy készítsenek lakomát Apollón fogadására. Ekkor megjelenik egy titokzatos pásztor. Peneiosz Daphnét küldi, hogy vigyázzon a látogatóra.
A furcsa pásztor elmondja Daphnének, hogy figyelte őt a szekeréből, és elismétli neki a természet himnuszának mondatait, amelyeket korábban énekelt. Megígéri neki, hogy soha nem kell elszakadnia a naptól, és elfogadja az ölelését. De amikor a férfi szerelemről kezd beszélni, a lány megijed, és elszalad.
A Dionüszosz-ünnepségen a Daphné ruháját viselő Leukipposz a nők között van, és táncra hívja Daphnét. Daphné nőnek hiszi, és beleegyezik, de a furcsa pásztor mennydörgéssel megállítja a táncot, és azt mondja, hogy becsapták. Daphne azt válaszolja, hogy Leukipposz és az idegen is álruhában vannak, az idegen pedig Apollón napistenként fedi fel magát. Daphne visszautasítja mindkét udvarlóját, Apolló pedig nyíllal szúrja át Leukipposzt.
Daphne együtt gyászol a haldokló Leukipposzal. Apolló tele van sajnálattal. Arra kéri Zeuszt, hogy adjon új életet Daphnének egy általa szeretett fa formájában. Daphne átalakul, és örül a természettel való egyesülésének. 

## Híres részletek
- Ich komme... Ich komme, grünende Brüder... – Daphne babérfává változása

## Diszkográfia
[válogatás]
- Maria Reining (Daphne), Anton Dermota (Leukipposz), Karl Friedrich (Apolló), Herbert Alsen (Peneiosz), Melanie Frutschnigg (Gaea); Bécsi Állami Opera Énekkara, Bécsi Filharmonikusok, vezényel: Karl Böhm (1944) Preiser Records 90237 és Walhall WLCD 0147
- Hilde Güden (Daphne), Fritz Wunderlich (Leukipposz), James King (Apolló), Paul Schöffler (Peneiosz), Vera Little (Gaea); Bécsi Állami Opera Énekkara, Bécsi Filharmonikusok, vezényel: Karl Böhm (élő felvétel, 1964)  Deutsche Grammophon 423 579-2, 445 322-2 és 445 491-2
- Lucia Popp (Daphne), Peter Schreier (Leukipposz), Reiner Goldberg (Apolló), Kurt Moll (Peneiosz), Ortrun Wenkel (Gaea); Bajor Állami Opera Ének- és Zenekara, vezényel: Bernard Haitink (1982) EMI CDS 7 49309-2 és 0 88204 2
- Renée Fleming (Daphne), Michael Schade (Leukipposz), Johan Botha (Apollo), Jon Gvancshol (Peneiosz), Anna Larsson (Gaea); Nyugatnémet Rádió (WDR) Ének- és Zenekara, Köln, vezényel: Semyon Bychkov (2004) Decca 475 6926